# Klaus Haack
Klaus Haack (* 22. Januar 1933 in Stettin; † 24. Juli 2015 in Kitzeberg) war ein deutscher Richter in der Verwaltungsgerichtsbarkeit.

## Leben
Als die Schlacht um Ostpommern begann, floh Haack mit seiner Mutter und seiner Schwester nach Schleswig-Holstein. Der Vater war während des ganzen Krieges Soldat gewesen und wurde Ende 1946 aus sowjetischer Gefangenschaft entlassen. In Flensburg konnte er als Richter wieder Fuß fassen. Nach dem Abitur am Alten Gymnasium (Flensburg) studierte Klaus Haack an der Rheinischen Friedrich-Wilhelms-Universität Rechtswissenschaft. Am 2. Mai 1953 wurde er Fuchs im Corps Guestphalia Bonn und Greifswald zu Bonn. Nach der Reception zeichnete er sich als Fuchsmajor und (im Sommersemester 1954) als Senior aus. Nach drei Fuchsen- und drei CB-Partien inaktiviert, wechselte er an die Christian-Albrechts-Universität zu Kiel. Nach drei Semestern bestand er das Referendarexamen. Aus der 1957 geschlossenen Ehe mit Petra Brodersen gingen ein Sohn und drei Töchter hervor. Haack wurde Richter am Landgericht Kiel und am Schleswig-Holsteinischen Oberlandesgericht. Nachdem er Referatsleiter im Schleswig-Holsteinischen Justizministerium gewesen war, wurde er 1980 zum Präsidenten des Schleswig-Holsteinischen Verwaltungsgerichts berufen. Nach der Deutschen Wiedervereinigung war er von 1992 bis 1997 Präsident des Oberverwaltungsgerichts Mecklenburg-Vorpommern. 1992/93 betrieb er mit Hermann Butzer die Rückverlegung von Guestfalia nach Greifswald. Haack übernahm den Vorsitz der neu gegründeten Altherrenschaft. Gesundheitlich seit Jahrzehnten angeschlagen und mit 82 Jahren gestorben, wurde er am 31. Juli 2015 auf dem Friedhof in Heikendorf beerdigt.

## Ehrungen
- Ehrenmitglied des Corps Guestfalia Greifswald (2002)